# Boophis rappiodes
Espèce
Synonymes
- Rhacophorus rappiodes Ahl, 1928

Statut de conservation UICN

 LC  : Préoccupation mineure
Boophis rappiodes est une espèce d'amphibiens de la famille des Mantellidae.

## Répartition
Cette espèce est endémique de Madagascar. Elle se rencontre entre 300 et 900 m d'altitude entre Andasibe et le parc national d'Andohahela,.

## Description
Boophis rappiodes mesure de 20 à 25 mm pour les mâles et de 30 à 34 mm pour les femelles. Sa coloration générale est jaune-vert avec une pigmentation rouge essentiellement au niveau des sourcils ou autour des naseaux. Cette pigmentation est plus intense chez les femelles que chez les mâles. La peau du ventre est plus ou moins transparente. Les mâles ont un seul sac vocal.

## Publication originale
- Ahl, 1928 : Neue Frösche der Gattung Rhacophorus aus Madagaskar. Zoologischer Anzeiger, vol. 75, p. 311-318.